# Хесенгау
Хесенгау (на немски: Hessengau; на латински: pagus Hassorum; comitatus Hassonum) е през Средновековието най-голямото франкско в гауграфство в Северен Хесен.

## История
През 7 век Саксите изтикват Хатите на Юг. Тогава гау-графството се разделя на „саксонски Хесенгау“ и „франкски Хесенгау“.
Хесенгау е през 9 век територия на Конрадините, през 12 век на Лудовингите и така на Тюрингия. През 1247 г. е към Ландграфство Хесен.

## Графове в Хесенгау

### Езикони
- Хиди (Хилдеболд) († ок. 813), саксонски благородник, граф в санксонския Хесенгау
- Азиг (Езико), граф в санксонския Хесенгау (839 – 842)
- Кобо Млади, ок. 890 доказан, граф в санксонския Хесенгау
- Ели I (Ало) († сл. 965), граф в санксонския Хесенгау от 942

### Конрадини
- Гебхард, 876 граф в Хесенгау
- Беренгар († сл. 879), от 876 г. гауграф в саксонския Хесенгау
- Конрад Стари († 906), 897 г. граф в саксонския и франкския Хесенгау
- Конрад I Млади († 918), граф в саксонския и франкския Хесенгау (908), крал на Източно франкското кралство (911 – 918)
- Еберхард († 939), 913 г. граф в саксонския и франкския Хесенгау

### Лиудолфинги
- Лиудолф († 957)

### Други фамилии
- Фридрих Люксембургски (* 965, † 1019), граф в Хесенгау
- Адалберо Саксонски († 982), от 972 г. граф в саксонския Хесенгау
- Додико († 1020), 1011 г. граф в саксонския Хесенгау
- Тамо/Танкмар († 1037), от 994 г. граф в саксонския Хесенгау
- Вернер I, 1027 – 1040
- Вернер II, 1040 – 1053
- Вернер III, 1053 – 1065
- Вернер IV, 1065 – 1121
- Зигфрид III († 1107) от графския род Нортхайми, 1083 – 1107 граф на Бойнебург, граф в Хесенгау, син на херцог Ото Нортхаймски
- Гизо IV († 1122), от 1121 г. гау-граф (Гизони)
- Гизо V († 1137), от 1121 г. гау-граф

Ландграф Лудвиг I от Тюрингия, наследява 1137 г. гауграфството, чрез женитбата му с Хедвига фон Гуденсберг, дъщеря и наследник на граф Гизо IV.